# Лавиця (Нижньосілезьке воєводство)
Лавиця (пол. Ławica) — село в Польщі, у гміні Клодзко Клодзького повіту Нижньосілезького воєводства.
Населення — 322 особи (2011).
У 1975-1998 роках село належало до Валбжиського воєводства.

## Демографія
Демографічна структура станом на 31 березня 2011 року:
|          | Загалом | Допрацездатний вік | Працездатний вік | Постпрацездатний вік |
| -------- | ------- | ------------------ | ---------------- | -------------------- |
| Чоловіки | 153     | 36                 | 107              | 10                   |
| Жінки    | 169     | 32                 | 100              | 37                   |
| Разом    | 322     | 68                 | 207              | 47                   |